# TRASH CANDY
「TRASH CANDY」（トラッシュ・キャンディ）は、GRANRODEOの楽曲で、24枚目のシングル。2016年4月13日に発売。発売元はLantis。

## 概要
前作「メモリーズ」から約9ヶ月ぶりのシングル。表題曲は、テレビアニメ『文豪ストレイドッグス』のオープニングテーマに起用された。
今作も初回限定盤、通常盤、アニメ盤の3種形態でのリリースとなった。

## シングル収録内容
| 全作詞: 谷山紀章、全作曲・編曲: 飯塚昌明。 |                               |          |            |      |
| #                                          | タイトル                      | 作詞     | 作曲・編曲 | 時間 |
| 1.                                         | 「TRASH CANDY」               | 谷山紀章 | 飯塚昌明   | 4:46 |
| 2.                                         | 「Lovers High」               | 谷山紀章 | 飯塚昌明   | 5:38 |
| 3.                                         | 「帰結する共犯者」            | 谷山紀章 | 飯塚昌明   | 5:04 |
| 4.                                         | 「TRASH CANDY」(OFF VOCAL)    | 谷山紀章 | 飯塚昌明   | 4:46 |
| 5.                                         | 「Lovers High」(OFF VOCAL)    | 谷山紀章 | 飯塚昌明   | 5:38 |
| 6.                                         | 「帰結する共犯者」(OFF VOCAL) | 谷山紀章 | 飯塚昌明   | 5:04 |
| 合計時間:                                  | 合計時間:                     | 30:56    |            |      |

| #  | タイトル                    | 作詞 | 作曲・編曲 |
| -- | --------------------------- | ---- | ---------- |
| 1. | 「TRASH CANDY」(Music Clip) |      |            |